# Platysenta fea
Platysenta fea là một loài bướm đêm trong họ Noctuidae.